# معبد ریوسنجی

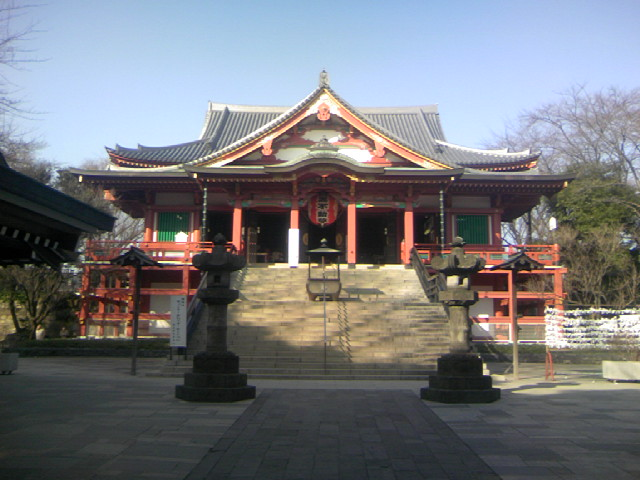
معبد ریوسنجی.

معبد ریوسنجی (به ژاپنی: 瀧泉寺) در منطقهٔ مگورو در توکیو، پایتخت ژاپن واقع شده و در سال ۸۲۶ میلادی ساخته شده‌است. 